# Babuino

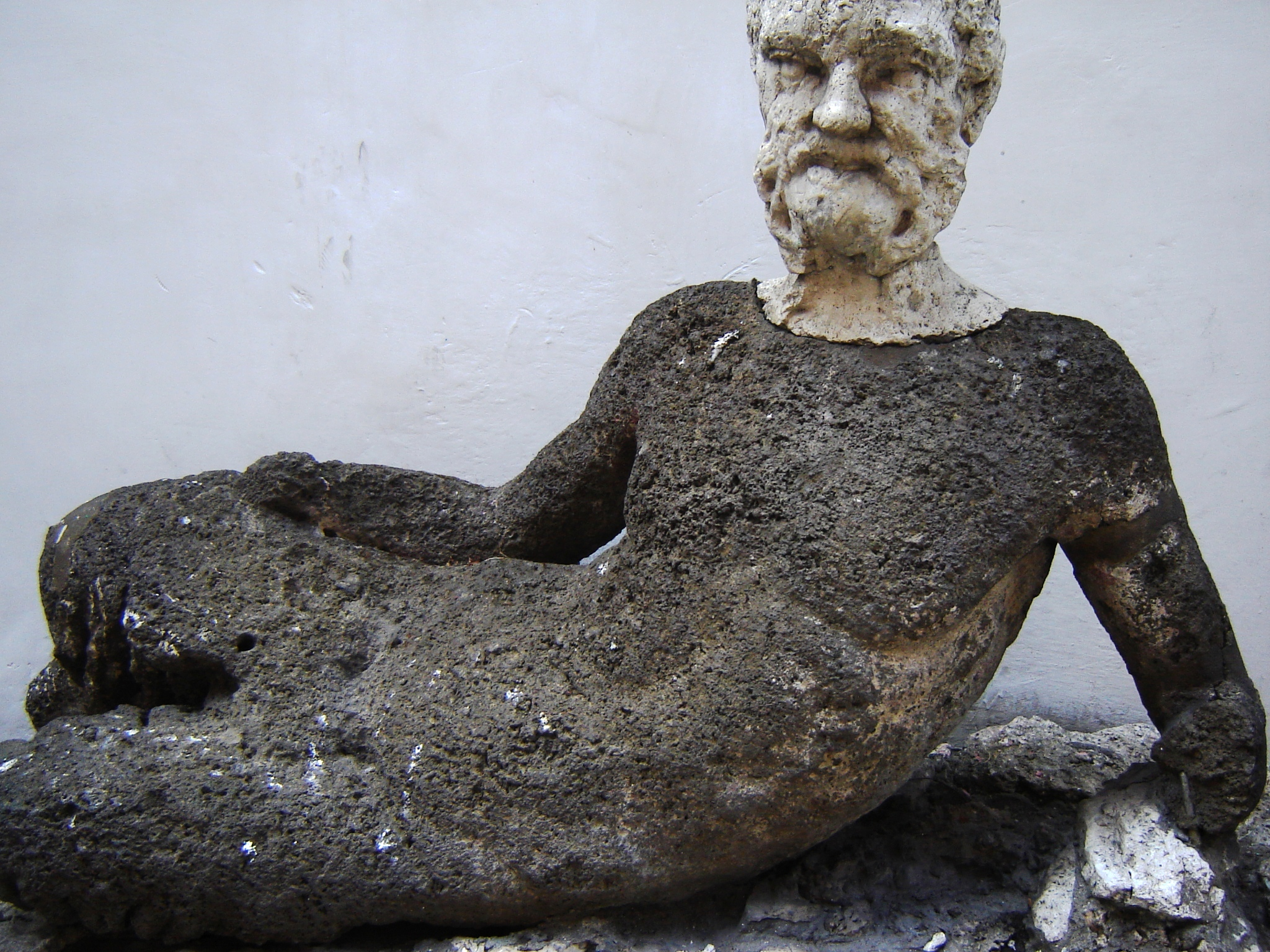
Fontana del Babuino, 2002

Il Babuino (in dialetto romanesco Babbuino) è una delle sei statue parlanti di Roma.
È la raffigurazione di un “sileno giacente” su una base rocciosa, chiamato dal popolo di Roma “babbuino” perché così brutto e deforme da poter essere paragonato ad una scimmia. Una tesi interessante, ma non dimostrata, vuole che in realtà il termine "babbuino" non sia altro che una variante fonetica del diffuso termine popolare "babbione". Questo, a sua volta, deriverebbe dal latino "bambalio, bambalionis" avente significato di "vecchio svanito e cialtrone; imbecille": la posa e l'espressione del Sileno, in effetti, potrebbero indurre un tale caustico giudizio.

## Storia e descrizione
Non sono note le circostanze né il luogo di rinvenimento della statua. Il corpo, molto rovinato, è in pietra porosa e rappresenta forse una divinità fluviale o il dio arcaico Sanco; la testa, non pertinente, è forse quella di un sileno o di un satiro in marmo bianco. Viene chiamata Babuino per via della sua somiglianza con una scimmia.
Nel 1571 papa Pio V concesse l'utilizzo di alcune once d'acqua del nuovo acquedotto Vergine, appena ripristinato, al palazzo del nobile Alessandro Grandi, su quella che all'epoca si chiamava via Paolina Trifaria (già Clementina), il quale fece realizzare, in onore del Pontefice, una fontana ad uso pubblico, ponendo la statua ad ornamento della vasca quadrangolare, addossata alla facciata del palazzo. Dalla concessione all'allaccio della conduttura alla realizzazione della fontana passò qualche anno, ma nel 1576 doveva essere terminata.
Nel 1738 la statua fu inserita in una nicchia adiacente al palazzo ormai proprietà dei Boncompagni, delimitata da due lesene i cui capitelli sostenevano la cornice superiore su cui erano posti due delfini. La statua della fontana era talmente singolare che influenzò fortemente la fantasia e l'interesse dei romani. Uno dei primi effetti fu di determinare il cambiamento dello stesso toponimo della strada, che da via Paolina mutò appunto in via del Babuino. Inoltre, venne presto annoverata tra le “statue parlanti” di Roma, e come le altre cinque è stata la “voce” di diverse pasquinate, le violente e spesso irriverenti satire indirizzate a colpire anche pesantemente e sempre in modo anonimo i personaggi pubblici più in vista nella Roma a partire dal XIV secolo. Più che pasquinate le sue erano definite babuinate, ma il contenuto era lo stesso.
A causa dei lavori per la costruzione della rete fognaria, nel 1877 l'intero complesso venne smembrato: la vasca fu utilizzata per un abbeveratoio in via Flaminia, mentre la statua venne collocata nel cortile del palazzo ex Boncompagni, divenuto palazzo Boncompagni Cerasi. Solo nel 1957, a seguito di una campagna di recupero portata avanti da alcuni cittadini romani, il Babuino è tornato nella via che della statua aveva preso il nome, a fianco della chiesa di Sant’Atanasio dei Greci, ancora ridotta al rango di elemento decorativo dell'antica vasca, anch'essa recuperata, dove un tempo si abbeveravano i cavalli. La nicchia con i delfini permane ancora nel luogo originario, al civico 49a, mentre dopo l'ultimo restauro del 2007 è stata posizionata intorno alla fontana un'inferriata sorretta da due colonnine in pietra.
Il 29 ottobre 2015 è oggetto di un nuovo restauro finanziato dalla Brioni.